# Chris Hillman
Christopher Hillman (nascut el 4 de desembre de 1944) és un músic nord-americà. Va ser el baixista original i un dels membres originals del grup The Byrds, que el 1965 incloïa Roger McGuinn, Gene Clark, David Crosby i Michael Clarke. Amb la col·laboració freqüent de Gram Parsons, Hillman va ser una figura clau en el desenvolupament del country rock, definint el gènere a través del seu treball amb els grups The Byrds, The Flying Burrito Brothers, Manassas i The Desert Rose Band.

## Discografia

#### Amb The Byrds
- Mr. Tambourine Man (1965)
- Turn! Turn! Turn (1965)
- Fifth Dimension (1966)
- Younger Than Yesterday (1967)
- The Notorious Byrd Brothers (1968)
- Sweethearts of The Rodeo (1968)
- The Byrds (1973)

#### Amb The Flying Burrito Brothers
- The Gilded Palace of Sin (1969)
- Burrito Deluxe (1970)
- The Flying Burrito Brothers (1971)
- Last of the Red Hot Burritos (1972)

#### Amb Manassas
- Manassas (1972)
- Down the road (1973)

#### Amb Souther Hillman Furay Band
- The Souther Hillman Furay Band (1974)
- Trouble In Paradise (1975)

#### En solitari
- Slippin' Away (1976)
- Clear Sailin' (1977)
- Morning Sky (1982)
- Desert Rose (1984)
- Like a Hurricane (1998)
- The Other Side (2005)
- Bidin' My Time (2017)

#### Com a McGuinn, Clark & Hillman / McGuinn & Hillman
- McGuinn, Clark & Hillman (1979)
- City (1980)
- McGuinn / Hillman (1980)

#### Amb The Desert Rose Band
- The Desert Rose Band (1987)
- Running (1988)
- Pages Of Life (1990)
- True Love (1991)
- Life Goes On (1993)

#### Com a Chris Hillman & Herb Pedersen
- Bakersfield Bound (1996)
- Way Out West (2003)
- At Edwards Barn (2010)

#### Com a Rice, Rice, Hillman & Pedersen
- Out of the Woodwork (1997)
- Rice, Rice, Hillman & Pedersen (1999)
- Running Wild (2001)